# Obrowo (rejon iwacewicki)
Obrowo (biał. Аброва; ros. Оброво) – agromiasteczko na Białorusi, w obwodzie brzeskim, w rejonie iwacewickim, w sielsowiecie Obrowo.
Znajduje się tu zabytkowa parafialna cerkiew prawosławna pw. św. Michała Archanioła.

## Historia
Dawniej wieś i majątek ziemski. W Rzeczypospolitej Obojga Narodów przynależało do powiatu pińskiego województwa brzeskolitewskiego. Z nadania wielkiego księcia litewskiego Witolda było wówczas własnością benedyktynów starotrockich, którzy w 1757 ufundowali tu cerkiew unicką. W wyniku II rozbioru Polski weszło w skład Rosji, w ramach której w XIX i w początkach XX w. położone było w guberni mińskiej, w powiecie pińskim, w gminie Święta Wola. Pod zaborami cerkiew została przejęta przez prawosławnych, a dobra stały się własnością Koźlaninowa.
W dwudziestoleciu międzywojennym leżało w Polsce, w województwie poleskim, w powiecie kosowskim/iwacewickim, w gminie Święta Wola. Po II wojnie światowej w granicach Związku Sowieckiego. Od 1991 w niepodległej Białorusi.